# Лебедева, Галина Ивановна
Гали́на Ива́новна Ле́бедева (род. 3 ноября 1955 года) — оперная певица, лирико-колоратурное сопрано, заслуженная артистка России (1998), первая исполнительница партии Марии Стюарт (в одноимённой опере Доницетти) и Лукреции Контарини («Двое Фоскари» Верди) в России.

## Биография
Родилась в семье рабочих в небольшом поселке Иркутской области 3 ноября 1955 года. Окончила Хабаровское училище искусств в 1977 году и уехала в Москву, чтобы стать оперной певицей. Приехав в столицу, Галина поступила в ГИТИС на курс М. Б. Мордвинова по специальности «актриса музыкальной комедии». Её преподавателем по вокалу стала Народная артистка РСФСР Леокадия Масленникова, которая сыграла большую роль в ее творческом становлении.
После окончания ГИТИСа Галину Лебедеву приняли солисткой в театр Наталии Сац (1982), однако почти не давали петь сольные партии. За шесть лет работы она спела партию Дочери короля в спектакле Марка Минкова «Волшебная музыка, или Давайте делать оперу», а остальное время была занята в ансамблях. Это стало причиной её ухода из театра в 1988 году.
После Галина два года работала в Государственном академическом русском хоре им. А. В. Свешникова, с которым много гастролировала и пела сольные партии. В определённый момент её снова пригласили в театр Наталии Сац, где она спела Царицу Ночи («Волшебная флейта» Моцарта).
В 1992 году Галину приняли в труппу недавно созданного театра «Новая Опера». В фокусе внимания его художественного руководителя Евгения Колобова были редко исполняемые в России оперы, с которыми он хотел познакомить столичного зрителя. Так Галина Лебедева стала первой в России исполнительницей партии Марии Стюарт в одноимённой опере Доницетти (дирижер — Евгений Колобов), а позже — Лукреции Контарини в «Двое Фоскари» Верди (дирижер — Евгений Самойлов). Певица также была занята в роли Франчески («Франческа да Римини» Рахманинов) и в партии сопрано в спектакле «Россини. Дивертисмент».
Галина Лебедева гастролировала по России, участвовала в фестивалях «Камчатская весна», «Новые звезды России» Элеоноры Беляевой, «Передвижная академия искусств». Сотрудничала с оркестром народных инструментов имени Н. П. Осипова под руководством Народного артиста РСФСР Н. Н. Калинина, с которым побывала на гастролях в Нидерландах и во Франции. Работала с оркестром "Времена года" под руководством заслуженного артиста России В.Булахова.
В период с 1992 по 2001 Галина также выступала на сценах других ведущих оперных театров: Большой театр России (Антонида «Иван Сусанин» Глинки), Финская национальная опера (Лукреция в премьерном спектакле «Двое Фоскари» Верди), театр Елисейских полей (Мария Стюарт «Мария Стюарт» Доницетти и Франческа «Франческа да Римини» Рахманинов), Альберт-холл (Елизавета «Елизавета в замке Кенилворт» Доницетти).
В 1996 годах певица вместе с Зурабом Соткилавой и Николаем Носковым Галина Лебедева записала песню композитора Эдуарда Артемьева под названием Ода «Там и здесь». Песня была написана для церемонии вручении телевизионной премии Тэфи.
В 1998 году Галина Лебедева получила звание заслуженной артистки России.
В 2001 году певица оставила сцену из-за проблем со здоровьем и в течение следующих двух лет работала педагогом по вокалу в Оперном центре Галины Вишневской. В 2004 году Лебедеву пригласили в Екатеринбург, где восемь лет она преподавала вокал насельницам Ново-Тихвинского женского монастыря.
Вернувшись в Москву, Галина Лебедева стала работать консультантом и педагогом по вокалу в театре «Новая опера».

## Отзывы и критика
"Ее зовут Галина, как и ее оперную тезку Галину Вишневскую, Каллас Большого театра. Это уже знак! Галина Лебедева - запомните это имя - появилась в "Новой опере" Москвы, созданной в 1991 году... В субботу она имела триумф в театре на Елисейских полях в опере Г.Доницетти "Мария Стюарт", в одном из трех спектаклей, данных "Новой оперой" из Москвы. Этот театр дебютировал в Париже благодаря турне, организованному для знакомства с лауреатами премии "Триумф - Логоваз"...
Красота ее чувственного тембра и совершенство владения голосом очаровало публику. В отличие от манеры Кабалье, которая пела эту партию в Париже, она в эмоциях и разнообразии красок даже предпочтительнее. Но в агрессивном драматизме ее молодое сопрано испытывает недостаток: страдает от этого большая сцена столкновения с королевой Елизаветой"..
"Своим лирическим сопрано, деликатной фразировкой и разнообразием оттенков тембра Лебедева (в партии Марии Стюарт - автор) часто напоминает молодую Миреллу Френи", - сообщала мюнхенская пресса.
"...удивительная красота тембра и совершенное владение голосом Галины Лебедевой просто покорили публику. При этом ее исполнение отличалось от исполнения Кабалье, которая пела Марию Стюарт в концерте в Париже. Разнообразие красок позволило Лебедевой достичь эмоционального совершенства".